# Jüngerer Dalberger Hof

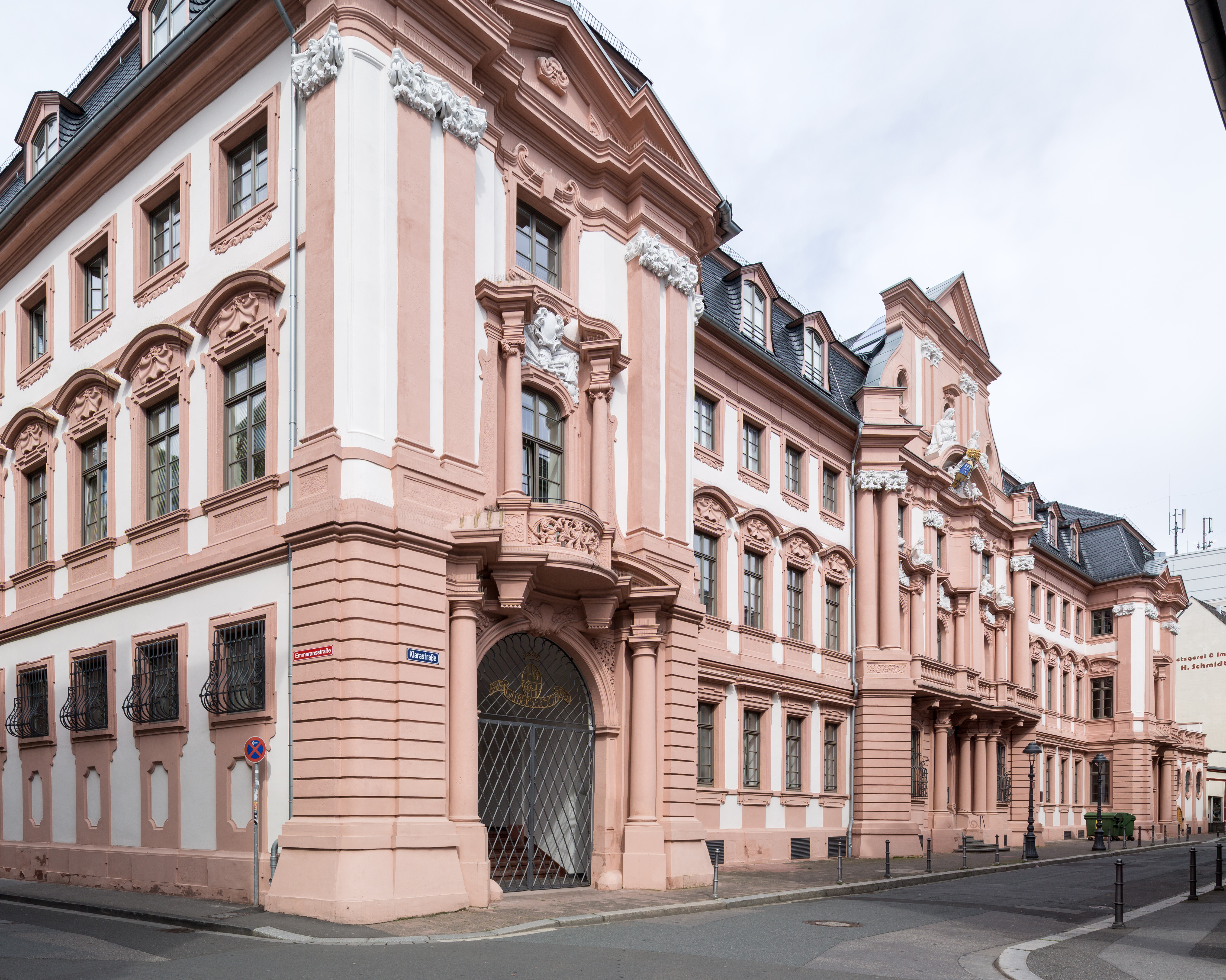
Ansicht des Jüngeren Dalberger Hofes an der Ecke Emmerans- / Klarastraße von Südwesten, Juni 2013

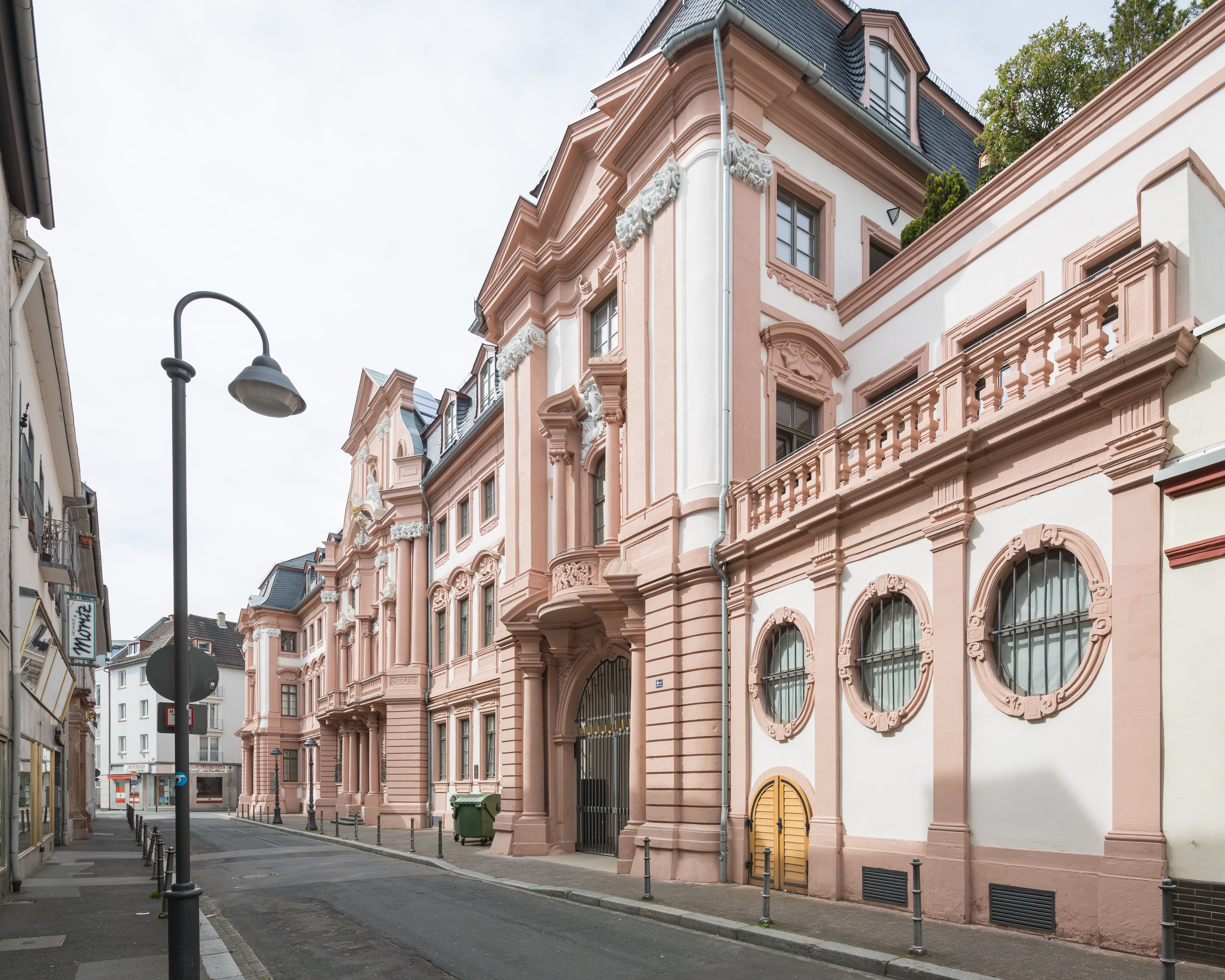
Ansicht an der Klarastraße von Südosten, Juni 2013

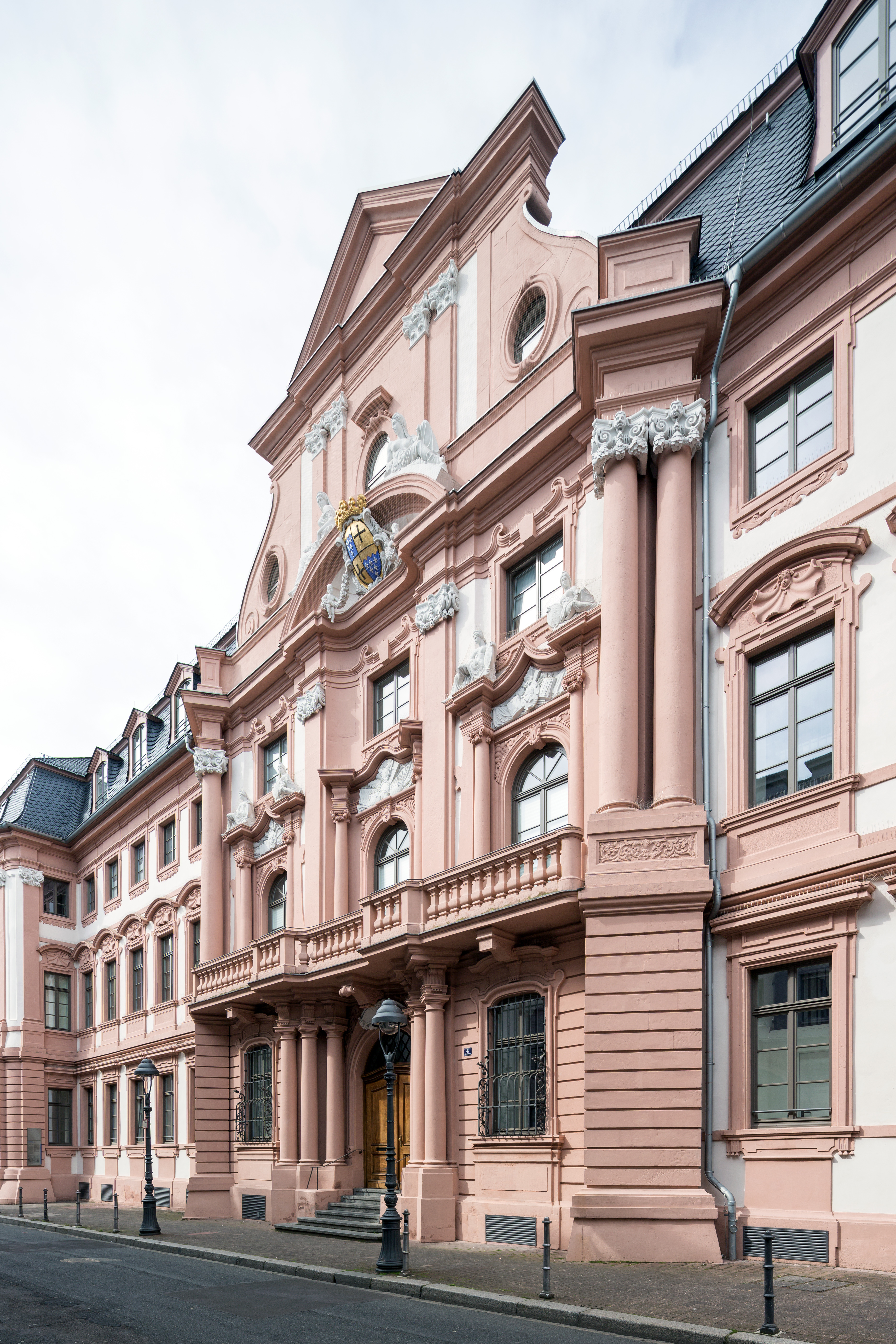
Mittelrisalit an der Klarastraße von Südosten, Juni 2013

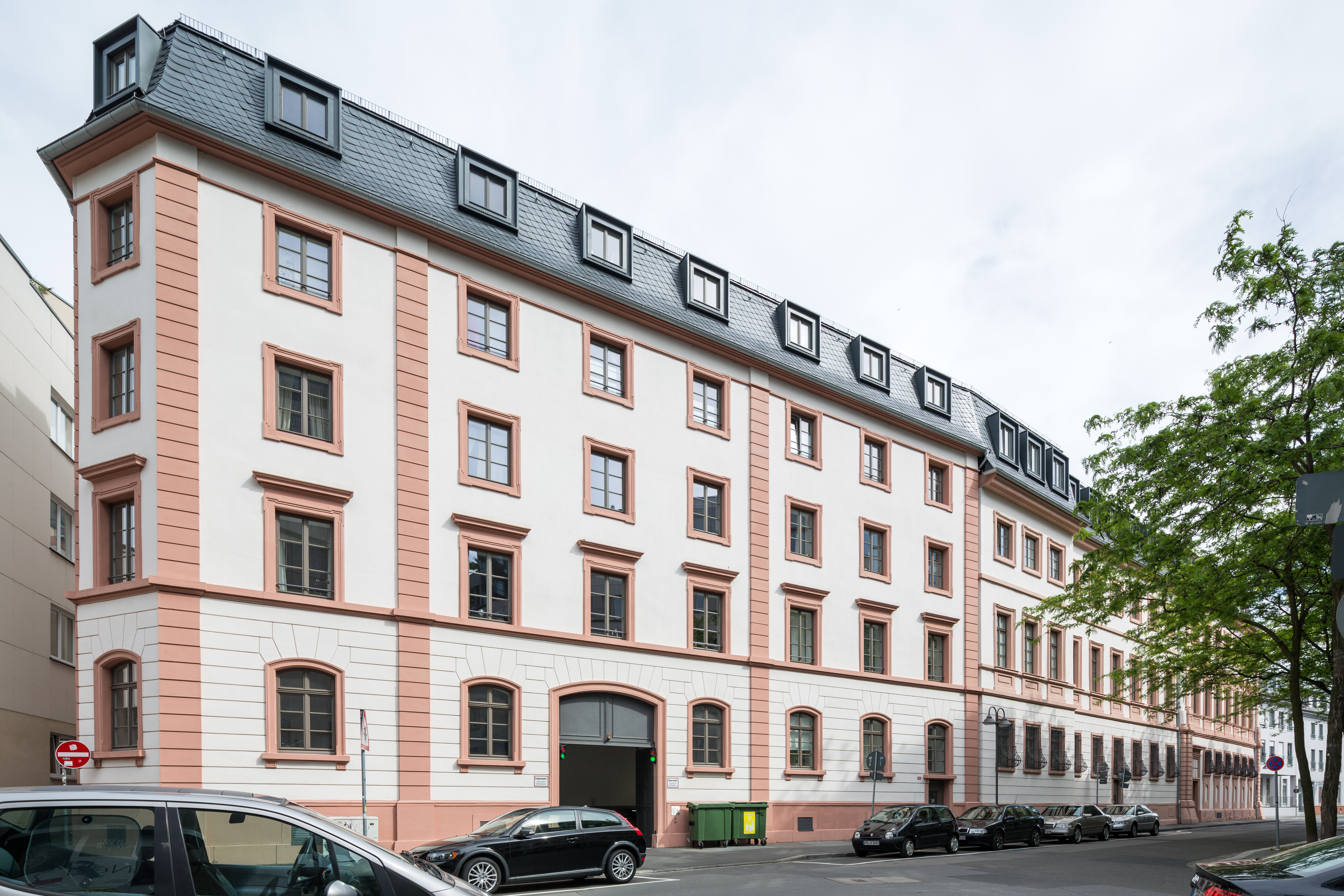
Westflügel an der Emmeransstraße von Nordwesten, Juni 2013

Der Jüngere Dalberger Hof in Mainz ist ein 1718 fertiggestellter Herrensitz der Freiherren von Dalberg.

## Geschichte
Das Gebäude wurde als Ersatz für den nicht mehr standesgemäßen Älteren Dalberger Hof erbaut. Vorher befand sich an dieser Stelle der Hof der Familie Brendel von Homburg, wofür eine in einem Brunnen gefundene Sandsteinkartusche mit dem Brendelschen Wappen, der gezackten Wellenlinie spricht.
Da der alte Dalberger Hof dem gewachsenen Selbstverständnis der Familie nicht länger entsprach, beauftragte man den Architekten Johann Kaspar Herwarthel mit der Planung des größten noch erhaltenen Adelshofes in Mainz. In den Jahren 1715 bis 1718 entstand der sogenannte Jüngere Dalberger Hof anstelle des Hauses der Familie Brendel von Homburg gegenüber dem einige Jahre zuvor entstandenen Ingelheimer Hof.
Der Hof der Freiherren zu Dalberg wurde von vier Brüdern des Adelsgeschlechts in Auftrag gegeben. Hierauf weist die Inschrift Concordia fratrum erexit hin. Die dreigeschossige Anlage gruppiert sich um einen Innenhof. Die Hauptfassade des Palais wird zur Klarastraße hin durch den gewaltigen Mittelrisalit beherrscht. Die einst reiche Ausstattung und die Deckengemälde von Giovanni Francesco Marchini gingen bereits während der Belagerung der Stadt Mainz im Jahr 1793 verloren.
Mindestens ein Entwurf für die Gestaltung des Gartens an der Rückseite des Corps de Logis wird Johann Baptist Ferolski zugeschrieben. Cour d’Entrée und Garten sind in diesem Entwurf kombiniert, dieser somit von allen drei Flügeln des Ensembles umgeben.
Zu der Zeit als in Mainz noch keine Straßennamen und Hausnummern existierten, wurde das Gebäude Zu den drei Sauköpfen benannt, weil auf den Schlusssteinen der drei Eingänge von der Klarastraße aus Wildschweinköpfe ausgehauen waren. Die Wildschweinköpfe wurden beim Umbau des Hôtel de Dalberg zum Justizpalast im Jahr 1828 abgehauen. Im Jahr 1832 wurde zum Flachsmarkt hin ein Arresthaus angefügt. Der Flügel zur Emmeransstraße wurde erst Mitte des 19. Jahrhunderts errichtet.
Der Dalberger Hof diente der Exekutive bis Ende des 20. Jahrhunderts als Polizeipräsidium. Er war Schauplatz eines Hochverratsprozesses vom 23. Mai bis zum 8. Juni 1850 gegen 77 Demokraten. Auf dem Hauptfriedhof erinnert das so genannte Preußen-Denkmal an die im Straßenkampf am 21. Mai gefallenen preußischen Soldaten. Der „Mainzer Geheimbundprozess“, bei dem acht Sozialdemokraten wegen Verstößen gegen Bismarcks Sozialistengesetz vor Gericht standen fand 1887 im nun „Großherzoglich Hessischen Justizpalast“ statt.
In der Zeit des Nationalsozialismus wurden mehrere tausend politische Häftlinge, Juden, Sinti und Roma sowie ausländische Zwangsarbeiter im Keller des Dalberger Hofs inhaftiert, der wegen seiner ständigen Überfüllung berüchtigt war. Viele Gefangene wurden von dort aus in die Konzentrationslager Buchenwald, Ravensbrück, Dachau und Auschwitz oder in das SS-Sonderlager Hinzert im Hunsrück überführt. Am 27. Februar 1945 wurde der Dalberger Hof durch einen Luftangriff schwer beschädigt und nicht mehr als Gefängnis genutzt.
Heute erinnert eine Gedenktafel im Foyer des Dalberger Hofes an die Funktion des Gebäudes während des "Dritten Reiches".
Der Hof ist eine Station der Straße der Demokratie.
Nach dem Zweiten Weltkrieg war der Dalberger Hof eine Zeit lang Sitz des Polizeipräsidiums Mainz und ab 1984 des Peter Cornelius-Konservatoriums. Bis 2008 waren in diesem Gebäude Ämter der Stadt Mainz untergebracht: Amt für Stadtentwicklung, Statistik und Wahlen, Amt für Steuerung und Personal, Frauenbüro, Kultur- und Schulverwaltungsamt. Im Mai 2007 wurde ein Investorenwettbewerb um den Jüngeren Dalberger Hof durchgeführt. Anschließend führte ein Konsortium den Bau von 58 Eigentumswohnungen durch.

## Archäologische Ausgrabungen
Zu Beginn des Umbaus hatte die Denkmalpflege Gelegenheit im Hof des Anwesens zu graben. Hierbei wurden Baureste römischer Zeit sowie eines mittelalterlichen Vorgängerbaus erfasst.
In sechs Metern Tiefe stieß man auf Spuren von römischem Erbe der Stadt (Mogontiacum). Da von der Generaldirektion Kulturelles Erbe in der Nähe der römische Statthalterpalast vermutet wird, schließt der Landesdenkmalpfleger auf das Vorhandenseins eines repräsentativen römischen Gebäudes.
Von der mittelalterlichen Bebauung wurde über 150 Platten eines Fliesenfußbodens mit Hirschsymbolik ausgegraben. Gefunden wurden ferner Bodenfliesen mit Eichenblattmuster sowie glasierte Ofenkacheln, weiterhin eine Feldflasche, ein massiver Zinnteller, ein Langschwert sowie eine Goldmünze Johann II. von Nassau, der von 1397 bis 1419 Erzbischof in Mainz war.